# Květinářství

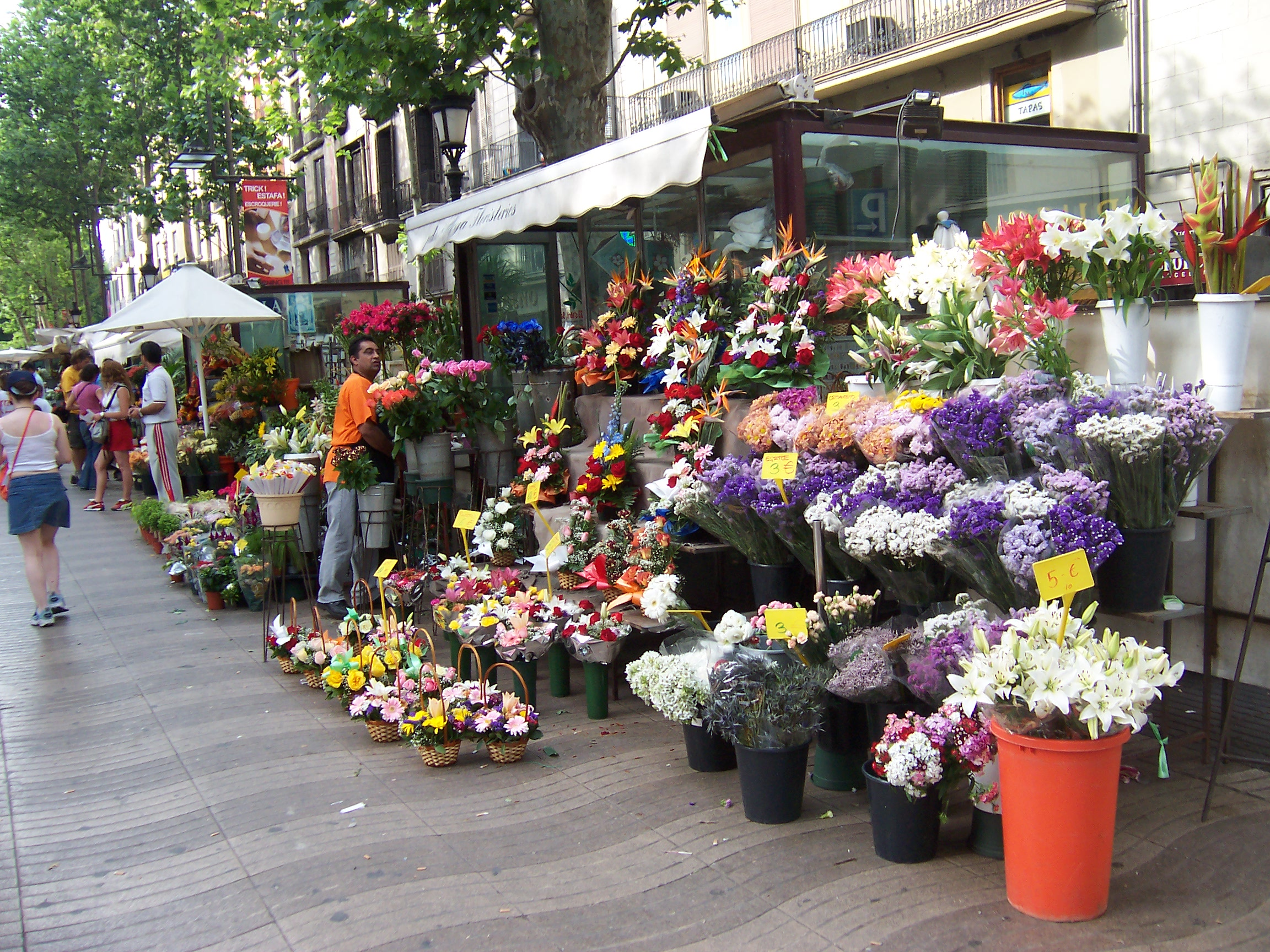
nabídka květinových vazeb a kytic v květinářském obchodě, Barcelona

Květinářství je obor zabývající se studiem a používáním rostlin, pěstovaných pro jejich estetický účinek, a jejich použitím včetně vázání kytic a věnců. Jedná se o nadřazený obor, který shrnuje množství různých činností, které se zabývají i dosti odlišnými oblastmi. Květinářství může také znamenat označení pro maloobchodní prodejnu zabývající se prodejem květin a příbuzného sortimentu.

## Květinářství v ČR
V České republice působí Svaz květinářů a floristů České republiky. Celková produkce českých květin představuje 2,2 miliardy korun a hodnota dovozu činí přibližně 4 miliardy (z toho půl miliardy tvoří růže); český trh roste nepřetržitě od roku 2013. Největšími dodavateli do ČR jsou Nizozemsko (60 %) a Dánsko (14 %). Kolem 99 % sortimentu řezaných květin je dováženo od pěstitelů ze zemí s tropickým a subtropickým klimatem, kterým čeští producenti nemohou ekonomicky konkurovat.
Svaz květinářů a floristů ČR dnes zabezpečuje fungování registrované známky Česká květina, zastřešující některé české producenty okrasných květin, splňujících stanovené standardy kvality.

## Příklady používaných rostlin
- Africká fialka
- Aksamitník
- Azalka
- Begónie
- Bergenie
- Bledule
- Brambořík (Cyclamen)
- Camellia
- Dosna
- Frézie
- Gerbera
- Guzmánie
- Hvězdnicovité (Aster)
- Hyacint východní
- Chryzantéma
- Ibišek
- Karafiát
- Konvalinka vonná
- Kosatec
- Lilie
- Mečík
- Narcis
- Orchideje
- Pelargonie
- Růže
- Tulipán
- Vřes obecný
- Vřesovec